# 永遠と名づけてデイドリーム
「永遠と名づけてデイドリーム」（えいえんとなづけてデイドリーム）は、小室哲哉が1991年12月12日にリリースした5作目のシングル。

## 内容
1991年12月26日にリリースされたアルバム『マドモアゼル・モーツァルト』からの先行カット。
「1曲だけは歌付きの曲にしたい」と思いながら制作し、メロディもすごく気に入り、且つ歌いやすかった為に本楽曲を選んだ。
歌詞の中の主人公は「小室でも、モーツァルトでも、無名の一人の芸術家でもある」という誰にでもなりえるように注文した。
小室はモーツァルトに自己投影して作った。「ある種のラブソング」とのこと。
『マドモアゼル・モーツァルト』は音楽座のミュージカルで、劇中音楽を小室が担当した。音楽座は本作の上演後解散するが、Rカンパニーが2008年12月に12年ぶりに再演をしている。再演準備中に小室逮捕報道があったため、主催のテレビ局が降板し、協力企業と取り交わしていた宣伝契約なども破棄となった（テレビCM、広告も行えなくなった）という厳しい条件の下、再演を果たした。C/Wは「マドモアゼル・モーツァルト」のテーマ。
星野真里が別歌詞で「永遠の海」として2001年にカバーしている（作詞は原曲と同じ坂元裕二）。
坂本龍一の娘で、7歳の頃から小室の音楽に強く影響を受けたという小室ファンの坂本美雨がこの楽曲を大変気に入っており、自身のライブで何度もカバーしている。2013年6月26日にリリースされた坂本美雨のベストアルバム『miusic The best of 1997-2012』にて初めて音源化された。また小室のソロアルバム『Digitalian is eating breakfast 2』にも坂本美雨は歌唱参加している。
2015年2月25日に放送された音楽番組『スカパー!音楽祭』（BSスカパー!）で、小室が武部聡志のピアノ演奏との共演で久しぶりに披露された。番組の大トリで披露された。

## 収録曲
1. 永遠と名づけてデイドリーム ～une rêverie appelée ēfini～
  - 作詞：坂元裕二／作曲・編曲：小室哲哉
2. The theme from Mademoiselle Mozart ～マドモアゼル・モーツァルトのテーマ～
  - 作曲：小室哲哉／オーケストレーション：岩代太郎

## 収録アルバム
- マドモアゼル モーツァルト (#1)
- TK BEST SELECTION IN EPIC DAYS (#1)